# Годеж
Годеж е периодът от време между предложението за брак и самия брак (който обикновено, но не винаги, започва със сватба). През този период се казва, че в двойка са сгодени или обвързани. Бъдещата булка и младоженец може да бъдат наречени съответно годеница (бъдеща съпруга) или годеник (бъдещ съпруг). Продължителността на ухажването варира значително и до голяма степен зависи от културните норми или от съгласието на засегнатите страни.
Някога дългите годежи са били често срещани при официално уговорените бракове и не е било необичайно родителите, сгодяващи деца, да уреждат бракове много години преди сгодената двойка да е била достатъчно възрастна. Това все още е често срещано в някои страни.
Има много неформални споразумения, направени от двете страни за годеж в съвременни условия, при което се очаква всяка от страните да потвърди силните страни на своите връзки с другата, за да запази любовта и топлината, която е оценена от другата. Това може да бъде поискано по всяко време, без очакване на благодарност или взаимност, предвид взаимната любов и разбирателство, които насърчават техния годеж на първо място.

## Произход
Произходът на европейския брак в брачната практика се намира в еврейския закон (Тора), за първи път илюстриран от Авраам и очертан в последния талмудически трактат на ордена Нашим (Жени), където бракът се състои от два отделни акта, наречени erusin (или kiddushin, което означава освещаване), което е обручителната церемония, и nissu'in (или chupah), действителната церемония за брака. Erusin променя междуличностния статус на двойката, докато nissu'in води до правните последици от промяната на статуса. Въпреки това, в Талмуд и други източници на еврейското законодателство има и процес, наречен kiddushin, съответстващ на това, което днес се нарича годеж. Сключването на брак без такова споразумение се счита за неморално.
По-късно това е прието в Древна Гърция като gamos и engeysis ритуали, въпреки че за разлика от юдаизма договорът, сключен пред свидетел, бива само устен. Даването на пръстен е било заимствано от юдаизма от римското брачно право, като годеникът го представя след полагане на клетва и връчване на подаръците на годежа.

## Сгодяване
Сгодяването е формално състояние на годеж – ангажираност да бъдеш женен (англ. дума за годеж е „engagement“ – ангажимент).

### Обичаи при сгодяване
Типични стъпки на сгодяване са:
- Договаряне за брак, което обикновено се прави от семействата на двойката с младоженеца и булката, с различна тежест на глас – от липса на такъв до еднолично решение при избора на брачен партньор, както и вето. Това не е толкова широко практикувано, колкото е било в исторически план, въпреки че все още е често срещано в културно консервативните общности в Израел, Индия, Африка и страните от Персийския залив, въпреки че повечето от тях изискват булката да има поне право на вето.
- Преговори за цена на булката или зестра. В повечето култури, еволюирали от Европа, цените на булките или зестрата са намалени до годежен пръстен, придружаващ брачния договор, докато в други култури, като тези на Арабския полуостров, те все още са част от договарянето на брачен договор.
- Благословия от родителите и духовенството.
- Размяна на обети и подписване на договори. Често едно от двете се пропуска.
- Празненство.

### Период на сгодяване
Точната продължителност на годежа варира в зависимост от културата и нуждите и желанията на участниците. За възрастни може да е от няколко часа (когато годежът е включен в самия сватбен ден) до период от няколко години. В случай на детски брак, годежът може да продължи от ранна детска възраст до брачната възраст.

### Права и задължения
Отговорностите и привилегиите на годежа варират. В повечето култури се очаква сгодената двойка да прекарва много време заедно, научавайки повече един за друг. В някои исторически култури (включително колониална Северна Америка), сгодяването е по същество пробен брак, като бракът се изисква само в случаите на зачеване на дете. Почти всички култури разхлабват ограниченията срещу физически контакт между партньори, дори в култури, които обикновено са имали строги забрани срещу него. Периодът на сгодяване също се счита за подготвителен период, в който младоженецът построява къща, започва бизнес или по друг начин доказва готовността си да влезе в обществото за възрастните.
В средновековна Европа, в каноничното право, годежът може да се формира чрез размяна на обети в бъдеще време („Ще те взема за съпруг/съпруга“, вместо „Вземам те за съпруг/съпруга“), като сексуалният акт изпълнява обетите, като превръща годежа в обвързващ брак. Въпреки че сгодяването може да бъде сключено и само с обетите, произнесени от двойката, те са имали правни последици: Ричард III от Англия е обявил децата на по-големия си брат за незаконни на основание, че баща им е бил сгоден за друга жена, когато се жени за майка им.

### Анулиране на годеж
Годежът се счита за „полуобвързващ“ договор. Основателни причини за обезсилване на годежа включват:
- Разкриване на предишен годеж или брак
- Доказателства за изневяра
- Липса на зачеване (в културите на „пробен брак“)
- Неизпълнение на която и да е от страните да изпълни финансовите и имуществените условия на договора за сгодяване

Обикновено всяка от страните може да прекъсне годежа, въпреки че обикновено се прилага някаква финансова санкция (като отнемане на цената на булката). В някои страни от общото право, включително Англия и Уелс, както и много щати на САЩ, е възможно върнатият партньор (често само ако е жена) да съди другия за нарушение на обещанието или „утеха за сърцето“ („heart-balm“). Това осигурявало известна защита в епохите, когато девствеността по време на брака се е смятала за важна и неуспешният годеж може да навреди на нечия репутация, но това неправомерно действие е остаряло в повечето юрисдикции, тъй като отношението към предбрачния секс е омекотено и акцентът е изместен, за да позволи на хората да напуснат любовните си връзки.

## Годежът в България
Георги Раковски описва годежа в своята книга „Показалец Чяст първа“ Одеса, 1859 г. като обряд, в който ролята на младите влюбени е незначителна. Родителите на момъка идват в дома на момата с музика, много ядене и пиене. Следва сделка, в която сватовете се погаждат – кой какви дарове ще даде, откъдето произлиза изразът „сгодна сделка“, както и думата „изгодно“.

## Годежът в различни религии

### Юдаизъм
В еврейските сватби по време на времената на Талмуда (ок. 1 век пр. н.е. – 6 век сл. н.е.) двете церемонии по сгодяване – годеж (erusin) и сватба обикновено се провеждали с интервал от една година; булката е живяла с родителите си до същинската церемония по сключване на брака (nissuin), която ще се състои в стая или палатка, която младоженецът ѝ е уредил. От Средновековието двете церемонии се провеждат като комбинирана церемония, изпълнявана публично. Годежът понастоящем обикновено е част от еврейската сватбена церемония, осъществявана, когато младоженецът подарява на булката пръстен или друг предмет с поне формална стойност. Прекъсването на сгодяването (церемонията включваща същинския годеж и сватба) в юдаизма изисква официален развод, а нарушението на сгодяването се счита за прелюбодейство.

### Католицизъм
В исторически план годежът в римокатолицизма е бил официален договор, считан за обвързващ като брак, а разводът е бил необходим за прекратяване на годежа. Сгодените двойки се разглеждат законно като съпруг и съпруга – дори преди сватбата и физическия им съюз. Концепцията за официален период на годеж в западноевропейската култура може да е започнала през 1215 г. на Четвъртия латерански събор, оглавяван от папа Инокентий III, който постановява, че „браковете трябва ... да се обявяват публично в църквите от свещениците по време на подходящо и определено време, така че ако съществуват законни пречки, те могат да бъдат оповестени." Такова официално църковно съобщение за намерението да се ожени е известно като banns (известие, прочетено в три последователни неделни дни в енорийска църква, обявяващо планиран брак и даващо възможност за възражения). В някои юрисдикции четенето на banns може да е част от един вид законен брак.

### Протестанство
Обредът на сгодяването в англиканското общение се намира в „Книгата на общата молитва“ („The Book of Common Prayer“), публикувана за първи път през 1549 г. Англиканското общение, както и Методистката църква и Презвитерианската църква, имат въпроси и отговори за членовете на семейството в своя обред за сгодяване.

### Православие
В Източната православна църква и Ориенталската православна църква обредът на сгодяване се извършва традиционно в притвора (входа) на църквата, за да се посочи първият вход на двойката в семейното съсловие. Свещеникът благославя двойката и им дава запалени свещи, които да държат. След това, след ектения и молитва, при която всички се покланят, той поставя пръстена на булката върху безименния пръст на дясната ръка на младоженеца, а пръстена на младоженеца върху пръста на булката. Впоследствие пръстените се разменят три пъти, или от свещеника, или от кума, след което свещеникът произнася последна молитва. Първоначално службата по сгодяване се извършвала при обявяването на годежа. В последно време обаче тя има тенденция да се изпълнява непосредствено преди самата сватбена церемония. Размяната на пръстени не е част от сватбеното богослужение в източните църкви, а се случва само при сгодяването. Традиционно пръстенът на младоженеца е златен, а пръстенът на булката е сребърен.

## Годежен пръстен
Обичаите за годежните пръстени варират в зависимост от времето, мястото и културата. Годежният пръстен в исторически план е необичаен и когато е бил даван такъв подарък, той е разграничаван от сватбения пръстен.

## Парти за годеж
Някои годежи се обявяват на годежно парти, организирано традиционно от родителите на булката. Тези партита се провеждат в обичайния стил на забавление на семейството. Традиционно годежните партита не се разграничават от нормалните партита, с изключение на това, че бащата на булката изненадващо съобщава на гостите си новината за годеж. Следователно това не е традиционен повод за подаръци, тъй като никой от гостите не е трябвало да знае за годежа до пристигането им.
В съвременните времена годежните партита често празнуват предварително публично заявен годеж. Дали се правят подаръци на тези годежни партита, варира в зависимост от културата.

## Вижте още
- Сватосване
- Годеж (обичай)
- Ухажване